# Солнечный диск из Банк-Тиндола

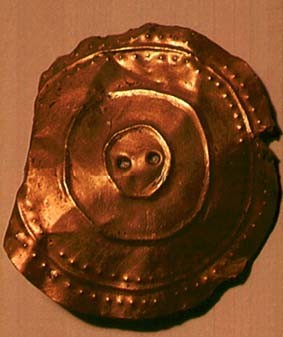
Солнечный диск из Банк-Тиндола

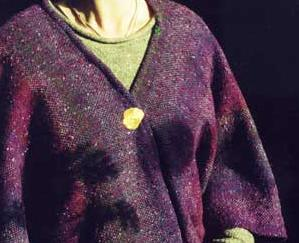
Диск на одежде

Солнечный диск из Банк-Тиндола (англ. Banc Ty’nddôl sun-disc) — небольшое ювелирное украшение из золота. Обнаружено у пос. Кумиствит (en:Cwmystwyth) в Уэльсе. По-видимому, представляет собой фрагмент погребального декоративного одеяния. Датируется 3 тыс. до н. э., то есть является древнейшим золотым украшением, обнаруженным в Уэльсе.
Диск найден 16 октября 2002 г. археологами, исследовавшими археологический памятник римского и средневекового периода невдалеке от медной шахты эпохи бронзового века на холме Копа.
Диск относится к ранней ювелирной традиции культуры колоколовидных кубков.